# سولفید استرانسیم
سولفید استرانسیم (به انگلیسی: Strontium sulfide) با فرمول شیمیایی SrS یک ترکیب شیمیایی است. که جرم مولی آن 119.68 g/mol می‌باشد. شکل ظاهری این ترکیب، پودر خاکستری است.